# Comité Nacional Olímpico y Deportivo de Guinea
El Comité Nacional Olímpico y Deportivo de Guinea (CNOSG) es el Comité Nacional Olímpico de Guinea, fundado en 1964 en Conakry y reconocido por el COI desde 1965.